# Georg Raddatz
Georg Raddatz (* 31. Oktober 1885 in Rummelsburg, Pommern; † 28. Januar 1945 bei Königsblick nahe Schneidemühl) war ein deutscher Klassischer Philologe.
Georg Raddatz, Sohn des Mühlenmeisters Wilhelm Raddatz, besuchte das Gymnasium in Neustettin und legte die Reifeprüfung am 28. Februar 1906 ab. Anschließend studierte er Klassische Philologie und Geschichte an den Universitäten zu Jena (1906–1907), Berlin (1907–1908) und Greifswald (1908–1910). Nach seiner Promotion zum Dr. phil. 1909 bestand er im Juli 1910 das Staatsexamen in den Fächern Latein, Griechisch und Geschichte.
Nach dem Studium absolvierte Raddatz das Seminar- und Probejahr zur Anstellung im preußischen Schuldienst am König-Wilhelms-Gymnasium in Stettin und am Gymnasium in Stargard. Von Oktober 1912 bis März 1913 arbeitete er als Hilfslehrer am Marienstiftsgymnasium in Stettin. Zum 1. April 1913 erhielt er eine Festanstellung als Oberlehrer am Gymnasium in Greifswald. Zum 1. Oktober 1914 kehrte er an das König-Wilhelms-Gymnasium in Stettin zurück.
Während des Ersten Weltkriegs diente Raddatz im Landsturm ohne Waffe. Er erhielt am 20. Oktober 1917 das Verdienstkreuz für Kriegshilfe. Nach Kriegsende ging Raddatz 1922 als Studiendirektor an das Gymnasium in Preußisch Friedland. Bereits nach einem Jahr wechselte er zum 1. April 1923 als Oberstudiendirektor an das Staatliche Gymnasium in Schneidemühl, wo er bis an sein Lebensende wirkte. In den letzten Monaten des Zweiten Weltkriegs wurde Raddatz zum Volkssturm eingezogen. Er fiel bei Königsblick.
Neben seiner Tätigkeit im Schuldienst beschäftigte sich Raddatz mit der griechischen Literatur. Sein Forschungsschwerpunkt waren die archaischen Epen. In seiner Dissertation beschäftigte er sich mit Hesiods Schriften Theogonie und Werke und Tage. Er vertrat dabei einen analytischen Standpunkt, von dem aus er die Werke und Tage in zwei nicht zusammengehörende Teile zerlegte und größere Interpolationen annahm. Die Prometheus-Erzählungen in der Theogonie und den Werken und Tagen hielt er für unecht. Gegen seine Thesen trat Jakob Sitzler in der Berliner philologischen Wochenschrift ein. Darüber hinaus verfasste Raddatz im Auftrag von Wilhelm Kroll Artikel für die Realencyclopädie der classischen Altertumswissenschaft die Stichwörter Homeros und Hypothesis. Später beschäftigte sich Raddatz mit pommerscher Lokalgeschichte und der Didaktik des Griechischunterrichts.
Sein Sohn war der Realschullehrer und Komponist Otto Raddatz (1917–1988).

## Schriften (Auswahl)
- De Promethei fabula Hesiodea et de compositione operum. Greifswald 1909 (Dissertation)
- Homeros. In: Paulys Realencyclopädie der classischen Altertumswissenschaft (RE). Band VIII, 2 (1913), Sp. 2188–2247
- Hypotheseis. In: Paulys Realencyclopädie der classischen Altertumswissenschaft (RE). Band IX, 1 (1914), Sp. 414–424
- Zwei homerische Abhandlungen. Schneidemühl 1926 (Schulprogramm)
- Geschichte des Dorfes Freudenfier, Kreis Deutsch Krone. In: Grenzmärkische Heimatblätter Schneidemühl. Jahrgang 1934, Heft 2, S. 61–101
- Friedrich von Bülow. 16 Jahre Arbeit für den deutschen Osten. Schneidemühl 1937
- Die Homerlektüre am Gymnasium. Berlin 1940
- Die Platonlektüre am Gymnasium. Berlin 1940
- Die Thukydideslektüre am Gymnasium. Berlin 1940 (Digitalisat).